# Polycalymma
Polycalymma là một chi thực vật có hoa trong họ Cúc (Asteraceae).

## Loài
Chi Polycalymma gồm các loài: